# Braille Creek
Braille Creek är ett vattendrag i provinsen British Columbia i Kanada. Det rinner västerut till sin mynning i Brahms Creek på sydöstra sidan av Slocan Lake. År 1979 behövdes ett namn på vattendraget på grund av vattenrättigheter, då namngavs det efter Louis Braille som uppfann punktskriften.